# Ciprovți
Ciprovți sau Ciprovăț (în bulgară Чипровци) este un oraș în partea de nord-vest a Bulgariei, pe râul Ogosta, aproape de granița cu Serbia. Aparține de  Obștina Ciprovți, Regiunea Montana.

## Istoric
În evul mediu a fost un centru metalurgic populat cu germani, numiți de sârbi și bulgari Sasi („sași”). În anul 1688, în contextul înaintării trupelor habsburgice spre Belgrad, a avut loc Răscoala de la Ciprovăț⁠(en)[traduceți], care a fost înăbușită de autoritățile otomane. În urma răscoalei populația catolică din Ciprovăț s-a refugiat în Țara Românească, în Banat și în Principatul Transilvania.

## Demografie
Componența etnică a orașului Ciprovți
     Bulgari (96,82%)
     Nicio identificare (2,8%)
     Altele (0,74%)
La recensământul din 2011, populația orașului Ciprovți era de 1.887 locuitori. Din punct de vedere etnic, majoritatea locuitorilor (96,82%) erau bulgari. Pentru 2,8% din locuitori nu este cunoscută apartenența etnică.

## Personalități
- Petar Bogdan (1601–1674), arhiepiscop romano-catolic, cronicar